# Hoffman Estates
Hoffman Estates est un village situé en banlieue nord-ouest de Chicago dans le Nord-Est de l'État de l'Illinois, à cheval sur les comtés de Cook et de Kane aux États-Unis. La population du village était de 53 145 habitants en 2007 selon le Bureau du recensement des États-Unis. Elle a connu une importante croissance dans les années 1990, sur le modèle de développement urbain des edge cities.
Le village de Hoffman Estates est le siège de la chaîne de magasins de prêt-à-porter Claire's et de la société de développement de jeux High Voltage Software.
Entre 1992 et la fin des années 2010, la Sears Holdings Corporation y possédait un immense campus pour son siège social. Cette implantation, négociée dans un partenariat public-privé à condition que les revenus fiscaux générés servent avant tout à construire les infrastructures nécessaires au fonctionnement du campus, n'aurait au bout du compte pas eu d'effets positifs sur les finances publiques locales, voire que l'implantation du campus aurait finalement été un investissement à perte pour la municipalité.